# Existencialismo ateísta
Existencialismo ateísta ou ateu é uma espécie de existencialismo que diverge fortemente das obras cristãs de Søren Kierkegaard e foi desenvolvida dentro do contexto de uma visão de mundo ateísta.
A filosofia de Søren Kierkegaard deu fundamentação teórica ao existencialismo no século XIX. O existencialismo ateu começou a ser reconhecido após a publicação, em 1943, de O Ser e o Nada de Jean-Paul Sartre e Sartre mais tarde fez uma alusão explícita ao termo em O Existencialismo é um Humanismo, em 1946. Sartre tinha escrito anteriormente no espírito do existencialismo ateu, (por exemplo, o romance A náusea (1938) e os contos em sua coleção de 1939, O Muro). Albert Camus (com O Mito de Sísifo) e também Simone de Beauvoir também escreveram obras a partir de uma perspectiva existencialista ateia. Friedrich Wilhelm Nietzsche: O legado da obra de Nietzsche foi e continua sendo ainda hoje de difícil e contraditória compreensão. Assim, há os que, ainda hoje, associam suas ideias ao niilismo, defendendo que para Nietzsche:
"A moral não tem importância e os valores morais não têm qualquer validade, só são úteis ou inúteis consoante a situação"; "A verdade não tem importância; verdades indubitáveis, objectivas e eternas não são reconhecíveis. A verdade é sempre subjectiva"; "Deus está morto: não existe qualquer instância superior, eterna. O Homem depende apenas de si mesmo"; "O eterno retorno do mesmo: A história não é finalista, não há progresso nem objectivo". Ou ainda "...se existem deuses, como poderia eu suportar não ser um deus!? Por conseguinte não há deus." passagem que deixa evidente que a conclusão não decorre da premissa, mas sim da pessoal inaceitação do autor a um ente superior ao que ele próprio poderia conceber, ou seja: que, no mínimo, o autor é o ser de maior capacidade intelectiva que existe - isto portanto não o caracteriza como niilista. A superação do homem do seu tempo é o eixo de sua filosofia.